# Al-Hussein Irbid
El Al-Hussein Irbid es un equipo de fútbol de Jordania que juega en la Liga Premier de Jordania, la liga de fútbol más importante del país.

## Historia
Fue fundado en el año 1964 en la ciudad de Irbid y nunca ha sido campeón de liga en su país, aunque sí ha sido 5 veces finalista de la Copa de Jordania, 3 veces campeón de la FA Shield en 10 finales jugadas, 1 título de copa del Rey Hussein y 1 supercopa en 3 finales jugadas.
A nivel internacional ha participado en 1 torneo continental, la Copa de la AFC del año 2005, donde fue eliminado en los cuartos de final por el New Radiant de Maldivas.

## Palmarés
- Liga Premier de Jordania: 1

2023-24
- Copa de Jordania: 0
  - Finalista: 5

1988, 1991, 2001, 2002, 2004
- Copa FA Shield de Jordania: 3

1994, 2003, 2005
- - Finalista: 7

1984, 1988, 1990, 1992, 1996, 1998, 2004
- Copa del Rey Hussein: 1

1999
- Super Copa de Jordania: 1

2003
- - Finalista: 2

2002, 2004

## Participación en competiciones de la AFC
| Temporada | Torneo                        | Ronda            | Club           | Casa | Visita | Global      |
| --------- | ----------------------------- | ---------------- | -------------- | ---- | ------ | ----------- |
| 2005      | Copa de la AFC                | Grupo B          | Al-Ahed        | 4–0  | 4–0    | 1º Lugar    |
| 2005      | Copa de la AFC                | Grupo B          | Dempo          | 3–0  | 3–0    | 1º Lugar    |
| 2005      | Copa de la AFC                | Cuartos de final | New Radiant    | 0–0  | 0–1    | 0–1         |
| 2024–25   | Liga de Campeones 2 de la AFC | Grupo D          | Shabab Al-Ahli | 2–3  | 1–3    | 2º Lugar    |
| 2024–25   | Liga de Campeones 2 de la AFC | Grupo D          | Al-Kuwait      | 2–1  | 2–2    | 2º Lugar    |
| 2024–25   | Liga de Campeones 2 de la AFC | Grupo D          | Nasaf Qarshi   | 2–1  | 2–1    | 2º Lugar    |
| 2024–25   | Liga de Campeones 2 de la AFC | Octavos de final | Sarja FC       | 0–1  | 1–0    | 1–1 (0–3 p) |

## Ex Entrenadores
- Jabbar Hamid
- Rateb Al-Dawud
- Osama Qasem
- Hussam Al-Mawsali
- Nizar Ashraf

## Jugadores destacados
| - Anas Al-Zboun - Bashar Bani Yaseen - Mohammad Shatnawi - Abdullah Salah - Ali Eqab - Mahmoud Al-Riyahneh - Yazan Shati - Hatem Bani Hani - Omar Athamneh - Murad Thiabat - Hazem Al-Saqr - Ahmad Al-Bataineh - Mohammad Balas - Ali Thiabat - Ahmed Marei - Rami Samara - Hussein Alawneh | - Karim Hassanin - Ibrahim Sadqi - Salah Al-Din Al-Haj - Hamadeh Al-Wadi - Zakaria Harakat - Ali Nassar - Soud Majrashi - Ali Salah Hashim - Hassan Turki - Jabbar Hashim - Mazen Abdel-Sattar - Ziyad Al-Kord |